# Grandson for President
«Grandson for President» — сингл американського репера King Von, виданий 29 квітня 2020 р. Пізніше потрапив до його другого студійного альбому, першого посмертного, What It Means to Be King, що вийшов 4 березня 2022 р. на лейблах Only the Family та Empire Distribution. Є вісімнадцятим, передостаннім треком на платівці, після якого йде тільки аутро.

## Опис
Початкова назва: «Grandson for President (Remix)». Пісня стала першим новим релізом Беннетта після мікстейпу Levon James, попереднього проєкту, виданого у березні 2020 року. King Von анонсував пісню в Instagram. Її прем'єра сталася 14 травня 2020 р. разом із відповідним відеокліпом на YouTube.
В інструменталі, спродюсованому Chopsquad DJ, засемпловано фірмові ударні та однонотні мелодії оригінальної класики Crime Mob «Knuck If You Buck», випущеної 29 червня 2004 р. З різким флоу Вон розповідає про свій статус у Чикаго, згадуючи свій нейборгуд O'Block. Текст пісні та структуру рим запозичено з фристайлу на інструментал «Knuck If You Buck» у виконанні Lil Wayne та Young Money. «Grandson» (укр. «Онук») означає прізвисько Вона, дане йому у в'язниці через схожість із Девідом Барксдейлом, засновником чиказької банди Black Disciples.

## Відеокліп
Режисер: DrewFilmedIt. У кліпі Беннетт розслабляється у своєму маєтку в Атланті з ланцюгом O'Block на шиї, у той час як камера стежить за кожним його рухом. У день релізу What It Means to Be King на YouTube також вийшло офіційне лірик-відео.